# 오네 (스위스)
오네(Onex)는 스위스 제네바주의 지방자치체이다.

## 역사

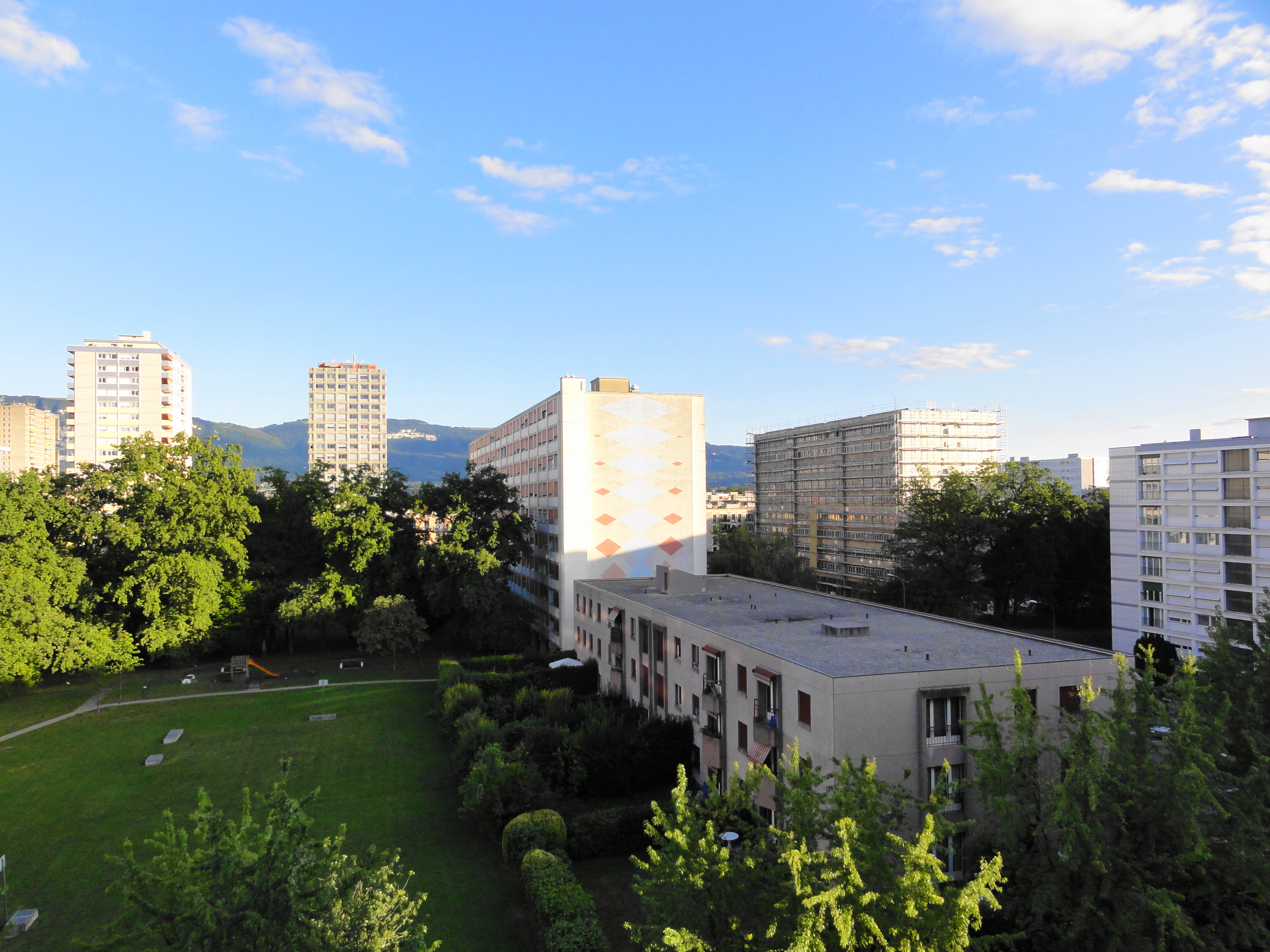
시테누벨의 아파트 단지

오네는 1292년에 Onay로 처음 언급되었다. 1851년 Onex-Confignon의 시정촌이 오네와 Confignon의 두 시정촌으로 분할되면서 독립 시정촌이 되었다.
1960년대까지 시정촌은 비교적 작은 농촌 마을로 남아 있었다. 이것은 주의 촉구에 따라 Cité-Nouvelle Foundation에 공공 주택을 짓기 위해 약 11ha를 매각하면서 바뀌었다. 재단은 제네바의 주택 부족 문제를 해결하기 위해 이 땅에 9~15층짜리 아파트를 지었다. Cité-Nouvelle은 제네바 외곽에 있는 최초의 고밀도 주택 블록 중 하나였다. 1950년에서 1970년 사이에 인구는 1,000명 미만에서 13,000명 이상으로 증가했다. 인구 증가와 함께 마을 경제는 주로 농업에서 통근 및 서비스업으로 바뀌었다.경제. 2000년에는 인구의 약 90%가 지자체 외부로 통근했으며, 2005년까지 지자체의 일자리 중 약 90%가 서비스 부문에 있었다.

## 지리
오네의 면적은 2009년 기준으로 2.82k㎡이다. 이 면적 중 0.17k㎡ (6.0%)가 농업 목적으로 사용되는 반면 0.37k㎡ (13.1%)는 삼림이 된다. 나머지 토지 중 2.19k㎡ (77.7%)가 정착(건물 또는 도로), 0.1k㎡ (3.5%)가 강이나 호수이다.
건축면적 중 주택과 건물이 51.1%, 교통기반시설이 13.5%를 차지했다. 공원, 녹지대, 운동장이 12.8%를 차지했다. 숲이 우거진 토지 중 전체 토지의 12.1%는 숲이 우거져 있고, 1.1%는 과수원이나 작은 나무 군락으로 덮여 있다. 농경지 중 1.1%는 작물 재배에 사용되며, 3.9%는 목초지로 사용되며, 1.1%는 과수원이나 덩굴 작물에 사용된다. 시정촌의 모든 물은 흐르는 물이다.
시정촌은 론 강의 왼쪽 제방에 있다.
오네의 시정촌은 마레(Marais), 에보(Evaux), 시테누벨(Cité-Nouvelle), 그로셴(Gros-Chêne), 프레롱제(Pré-Longet), 벨쿠르(Belle-Cour), 오네 마을 등 Cressy의 하위 섹션 또는 마을로 구성된다.

## 인구통계
2020년 12월 기준, 오네의 인구는 18,933명이다. 2008년 기준으로 인구의 33.7%가 거주하는 외국인이다. 1999년부터 2009년까지 지난 10년 동안 인구는 6.2%의 비율로 변화했다. 이주로 인해 1.8%의 비율로, 출생 및 사망으로 인해 3.9%의 비율로 변경되었다.
2000년 기준, 인구 대부분인 13,064명(79.6%)이 프랑스어를 사용하며, 이탈리아어가 767명(4.7%)으로 2위이고, 포르투갈어가 692명(4.2%)으로 3위다. 독일어를 할 줄 아는 사람은 538명, 로만슈어를 할 줄 아는 사람은 8명이다.
2008년 기준으로 인구의 성별 분포는 남성 48.1%, 여성 51.9%이다. 인구는 5,185명의 스위스 남성(인구의 29.4%)과 3,304명(18.7%)의 비스위스계 남성으로 구성되었다. 스위스 여성은 6,173명(34.9%), 비스위스계 여성은 3,001명(17.0%)이었다. 지자체의 인구 중 2,810명(약 17.1%)가 2000년에 오네에서 태어나 그곳에 살았다. 같은 주에서 태어난 4,177명(25.4%)가 있었고, 2,565명(15.6%)가 스위스 다른 곳에서 태어났다. 6,156명(37.5%)이 스위스 이외의 지역에서 태어났다.

2008년에는 스위스 시민이 125명, 비스위스계 시민이 57명이었고, 같은 기간에 스위스 시민이 105명, 비스위스계 시민이 26명 사망했다. 이민과 이주를 무시하면, 스위스 시민의 인구는 20명이 증가했고, 외국인 인구는 31명이 증가했다. 스위스에서 이주한 스위스 남자는 54명, 스위스 여자는 55명이었다. 동시에 다른 나라에서 스위스로 이주한 비스위스 남성 36명과 비스위스계 여성 63명이 있었다. 2008년 전체 스위스 인구 변화(시 경계를 넘는 이동을 포함한 모든 출처에서)는 32명이 증가했고, 비스위스계 인구는 62명이 감소했다. 이것은 -0.2%의 인구 성장률을 나타낸다.
2000년 기준, 인구의 연령 분포는 어린이와 청소년(0~19세)이 전체 인구의 22.6%, 성인(20~64세)이 62.8%, 노인(64세 이상)이 14.6%를 차지한다.
2000년 기준으로 시정촌에 미혼이거나, 독신인 사람은 6,517명이다. 기혼자는 7,839명, 미망인은 838명, 이혼한 사람은 1,225명이었다.
2000년 기준으로 시정촌에는 7,236세대의 개인가구가 있고, 가구당 평균 2.2명이다. 1인 가구는 2,740가구, 5인 이상 가구는 376가구였다. 총 7,356가구 중 1인 가구가 37.2%로 부모와 동거하는 성인이 21명이었다. 나머지 가구 중 자녀가 없는 기혼 부부는 1,765쌍, 자녀가 있는 기혼 부부는 2,111쌍으로 자녀가 있는 편부모는 522쌍이다. 77가구는 혈연관계가 없는 사람들로, 120가구는 일종의 기관이나 집단주택으로 구성되어 있었다.
2000년에는 총 1,091호의 주거용 건물 중 655호(전체의 60.0%)가 단독주택이었다. 다가구주택은 331채(30.3%), 주거용으로 주로 사용되는 다목적 건물은 67채(6.1%), 기타 용도(상업·산업용)가 38채(3.5%)였다. 단독주택 중 1919년 이전에 42채, 1990년에서 2000년 사이에 127채가 지어졌다. 1970년과 1971년에서 1980년 사이에 그 다음으로 많은 주택(70채)이 건설되었다. 1996년과 2000년 사이에 17채의 다가구 주택이 건설되었다.
2000년에는 7,525채의 아파트가 시정촌에 있었다. 가장 일반적인 아파트 크기는 3개의 방으로 2,406개였다. 1인실 아파트는 887채, 5실 이상 아파트는 1078채였다. 이 중 상시 입주가 가능한 아파트는 7,109세대(전체의 94.5%), 비수기형은 364세대(4.8%), 공실은 52세대(0.7%)였다. 2009년 기준 신규주택 건설률은 인구 1000명당 0.2세대였다. 2010년 지자체 공실률은 0.09%였다.
역사적 인구 변화는 다음 차트와 같다:

## 볼거리
오네 마을 전체가 스위스 유산 목록의 일부로 지정되었다.

## 정치
2007년 연방 선거에서 가장 인기 있는 정당은 25.28%의 득표율을 기록한 SVP였다. 다음으로 가장 인기 있는 3개 정당은 SP (20.77%), 녹색당 (14.63%), LPS (10.43%)였다. 이번 연방 총선에서는 총 4,175표가 투표율 45.8%를 기록했다.
2009년 대평의회 선거에는 총 9,041명의 등록 유권자가 있었고, 그중 3,415명(37.8%)이 투표했다. 이번 선거에서 시정촌에서 가장 인기 있는 정당은 MCG로 20.1%의 득표율을 기록했다. 주 전체 선거에서 그들은 세 번째로 높은 득표율을 얻었다. 두 번째로 인기 있는 정당은 Les Socialistes (12.7%)로 주 전체 선거에서 4위, 세 번째로 인기 있는 정당은 Les Verts (12.6%)로 주 전체 선거에서 2위를 기록했다.
2009년 국무원 선거에는 총 9,048명의 등록 유권자가 있었고, 그 중 4,168명(46.1%)이 투표했다.
2011년에는 모든 지자체에서 지방 선거를 실시했으며, 오네에서는 시의회에 29개의 공석이 열렸다. 총 12,535명의 등록 유권자가 있었고, 그 중 4,855명(38.7%)이 투표했다. 4,855표 중 37표는 무효표, 52표는 무효표, 354표는 명단에 없는 이름이었다.

## 경제
2010년 기준 오네의 실업률은 6.8%였다. 2008년 현재 1차 경제 부문에 23명이 고용되어 있으며, 이 부문에 약 4개 기업이 참여하고, 있다. 665명이 2차 부문에 고용되었고, 이 부문에 75개의 기업이 있었다. 2,238명이 3차 부문에 고용되었으며, 이 부문에는 263개의 기업이 있다. 시정촌 주민은 7,841명으로 일정 정도 고용되었으며, 그중 여성이 전체 노동력의 45.9%를 차지했다.
2008년에 정규직에 해당하는 총 일자리 수는 2,490개였다. 1차 부문의 일자리 수는 16개였으며, 모두 농업에 있었다. 2차 부문의 일자리 수는 650개였으며, 그중 23개(3.5%)가 제조업에, 628개(96.6%)가 건설에 종사했다. 3차 부문 일자리는 1,824개였다. 3차 부문에서; 220개(12.1%)는 도소매 또는 자동차 수리업, 38개(2.1%)는 상품의 이동 및 보관, 121개(6.6%)는 호텔 또는 레스토랑, 13개(0.7%)는 정보 산업에 종사했다. 9개(0.5%)가 보험 또는 금융 산업, 181개(9.9%)가 기술 전문가 또는 과학자, 192개(10.5%)가 교육, 592개(32.5%)가 의료 분야였다.
2000년 기준 자치단체로 통근하는 근로자는 1,271명, 출퇴근자는 6,913명이었다. 지자체는 근로자의 순수출 지자체이며, 1명에 들어오는 1명당 약 5.4명의 근로자가 지자체를 떠나고 있다. 오네에 들어오는 인력의 약 7.0%는 스위스 외부에서 오고, 현지인 중 0.0%는 일을 위해 스위스에서 출퇴근한다. 근로 인구의 31%는 대중교통을 이용하여 출근했고, 51.8%는 자가용을 이용했다. 오네의 주에는 제네바 트램 시스템의 14번 트램이 있다.

## 종교
2000년 인구 조사에 따르면 7,397명(45.1%)이 로마 가톨릭 신자이고, 2,599명(15.8%)이 스위스 개혁 교회에 속해 있다. 나머지 인구 중 정교회 교인은 118명(인구의 약 0.72%), 크리스찬 가톨릭 교회 교인은 22명(인구의 약 0.13%), 다른 기독교 교회에 속한 330명(또는 인구의 약 2.01%)이 있었다. 제네바 복음주의 자유교회(Evangelical Free Church of Geneva)라는 도시에 한 교회가 있다. 유대인은 43명(인구의 약 0.26%)이었고, 이슬람은 695명(인구의 약 4.23%)이었다. 불교 44명, 힌두교 23명, 타교회 28명이었다. 3,665명(인구의 약 22.32%)이 교회에 속하지 않고, 불가지론자 또는 무신론자이며, 1,455명(인구의 약 8.86%)이 질문에 대답하지 않았다.

## 교육
오네에서는 인구의 약 5,295명(32.2%)이 필수가 아닌 고등교육을 이수했으며, 2,131명(13.0%)이 추가 고등교육(대학 또는 응용학문대학)을 마쳤다. 고등교육을 이수한 2,131명 중 41.0%가 스위스 남성, 34.0%가 스위스 여성, 15.7%가 비스위스계 남성, 9.3%가 비스위스계 여성이었다.
2009-2010학년도 동안 오네 학교 시스템에는 총 3,517명의 학생이 있었다. 제네바주의 교육 시스템은 어린이들이 2년 동안 의무가 아닌 유치원에 다닐 수 있도록 허용한다. 그 학년도에는 유치원에 다니는 어린이가 276명이었다. 주의 학교 시스템은 2년의 비필수 유치원을 제공하며, 학생들은 6년 동안 초등학교에 다닐 것을 요구하며, 일부 어린이는 소규모의 특수 수업에 참석한다. 오네에는 유치원이나 초등학교에 다니는 579명의 학생이 있었고, 98명의 학생이 특수, 소규모 학급에 있었다. 중등 학교프로그램은 3년의 낮은 무 교육 과정과 3년에서 5년의 선택적인 고급 학교로 구성된다. 오네에는 579명의 중학생이 재학 중이었다. 전문적인 비대학 트랙 프로그램에 재학 중인 155명의 학생과 함께 지자체의 820명의 상급 중등 학생이 있었다. 추가로 162명의 학생이 사립학교에 다녔다.
2000년 기준 오네에는 타 지자체에서 온 학생이 349명, 시외 학교에 다니는 주민은 1,048명이다.

## 갤러리
- 오네 시청
- 오네의 주택
- 오네의 학교 건물
- Cité-Nouvelle development in Onex, with the Mount Salève
- Rainbow in the Cité Nouvelle d'Onex-Lancy at Geneve
- Kiss to the earth, statue from Dante Ghielmini, in the Cité Nouvelle d'Onex-Lancy at Geneve
- The Onésienne Forest and the Rhone river
- The Onésienne Forest Totem
- 에보공원
- 오네의 거리 예술
- Jack in the green in Onex, 2011
- Bell Tower of the Catholic St. Martin's Church